# Bob Zurke
Boguslaw Albert Zukowski, artiestennaam Bob Zurke (Hamtramck, 7 januari 1912 – Los Angeles, 16 februari 1944) was een Amerikaanse jazzpianist, arrangeur en bigbandleider in het swingtijdperk. Hij was een energieke pianist met een heel eigen stijl en gold als een van de beste 'blanke' boogiewoogie-pianisten van zijn tijd.

## Beginjaren
Zurke, een zoon van Poolse immigranten, gebruikte zijn artiestennaam al toen hij tiener was. Hij speelde in Detroit in verschillende bands en maakte in 1928 zijn eerste opnames, als pianist van de groep van bassiste Thelma Terry. In die tijd werkte hij ook bij Jean Goldkette, waarvoor hij werkte als copyist: hij schreef van partituren van onder andere Don Redman de partijen voor de verschillende instrumenten uit. Dit leidde er ook wel toe dat hij arrangementen schreef. In de jaren erna werkte Zurke als pianist. Zurke had vrij kleine handen, met kleine vingers, die zich niet leenden voor de intervallen van stridepiano en hij ontwikkelde dan ook een heel eigen techniek en speelstijl.

## Bob Crosby
Begin 1937 verving hij in het orkest van Bob Crosby de pianist Joe Sullivan, die tuberculose had opgelopen. Crosby bracht in die tijd traditionele jazznummers in een dixielandstijl en boogiewoogie. Zurke kreeg hier de ruimte om af en toe te soleren en droeg bij aan arrangementen van de band. Hij maakte zowel opnames met de grote band als met de kleine Crosby-groep Bob Cats, opnames die zowel goed door het publiek als de jazzwereld werden ontvangen en ertoe bijdroegen dat Zurke meer bekend werd. Zijn dynamische, energieke speelstijl leidde ertoe, dat Zurke in 1939 de lezerspoll van Down Beat in de categorie 'beste pianist' won.

## Eigen band
In maart 1939 keerde Joe Sullivan terug bij Bob Crosby, maar Zurke richtte al vrij snel een eigen groep op, Bob Zurke and His Delta Rhythm Band. Hiermee maakte hij in juli 1939 de eerste van een dertigtal opnames voor het platenlabel Victor Records. Veel nummers leken op dat wat hij met Bob Crosby had gedaan, maar het publiek had er geen probleem mee. Zurke had hits ("Hobson Street Blues", een eigen compositie) en maakte reclame voor Story and Clark-piano's, maar zijn persoonlijke leven leidde ertoe dat het met de groep al snel was afgelopen. Als leider was hij, door stevig alcoholgebruik en (mogelijk) drugsgebruik (marihuana), niet erg betrouwbaar. Bovendien moest hij een tijd in de gevangenis doorbrengen, omdat hij in gebreke bleef bij de betaling van alimentatie aan zijn eerste vrouw. In juni 1940 was het afgelopen met de band. Na zijn vrijlating hertrouwde Zurke en ging hij in Los Angeles wonen, waar hij na enkele baantjes pianist werd in Hangover Club in Hollywood. Hij werkte mee aan de uitgave van enkele folio's met pianotranscripties en nam in 1943 een nummer op voor de cartoon "Jungle Jive" van Walter Lantz.
Op 5 februari zakte Zurke achter zijn piano in Hanover Club in elkaar, waarna hij naar het ziekenhuis werd gebracht. Op 16 februari overleed Zurke aan de gevolgen van longontsteking en alcoholvergiftiging.

## Discografie
- Tom Cat on the Keys, RCA Victor, 1955
- Big Band Boogie, Boogie Woogie Records, ?